# Pegomya umbripennis
Pegomya umbripennis är en tvåvingeart som beskrevs av Huckett 1966. Pegomya umbripennis ingår i släktet Pegomya och familjen blomsterflugor. Inga underarter finns listade i Catalogue of Life.